# The Now Now
The Now Now és el sisè àlbum d'estudi de la banda virtual britànica Gorillaz. Fou publicat el 29 de juny de 2018 per Parlophone i Warner Bros..

## Producció
Poc després de la publicació de l'àlbum Humanz (2017), Damon Albarn ja va insinuar la possibilitat que un nou treball de Gorillaz apareixeria més aviat que tard. Va explicar que havia gaudit enregistrant Humanz, se sentia amb la nova direcció que havia pres musicalment, amb l'espontaneïtat que desprenia, i que tenia idees i material per començar a confeccionar-lo. Aquest projecte es va confirmar durant la gira Humanz Tour, i van anunciar el llançament per a l'any següent. Durant el transcurs de la gira, bàsicament durant l'etapa americana, van anar estrenant noves cançons, ja que es va realitzar el procés d'enregistrament. El mateix Albarn va declarar que el nou àlbum ja estava acabat, i al festival All Points East van aparèixer una sèrie de pòsters que contenien frases relacionades amb Gorillaz. Just finalitzar el festival van confirmar la data de publicació i el títol del nou àlbum.
Es va enregistrar durant el febrer de 2018 al Studio 13 de Londres. En aquesta ocasió, Albarn va comptar amb menys col·laboracions que per als àlbums anteriors, i també va confirmar que el productor James Ford havia contribuït decisivament en la cohesió de les lletres. Va explicar que amb Gorillaz, tradicionalment no deixava les cançons completament acabades, deixava les cançons quan sentia que ja li agradaven, en canvi, Ford va decidir donar-li més sentit i que les lletres tinguessin més coherència.

## Publicació i recepció
El primer senzill va aparèixer el 31 de maig de 2018, van estrenar «Humility» al programa de ràdio Zane Lowe's Beats 1. El mateix dia el van llançar via descàrrega digital junt al segon senzill, «Lake Zurich», i un videoclip que incloïa Jack Black. També van anunciar les primeres dates de la gira internacional The Now Now Tour. Successivament van publicar un senzill setmanalment, «Sorcererz» el 7 de juny, «Fire Flies» el 14 de juny, «Hollywood» el 21 de juny. Pel sisè i darrer senzill es van esperar fins al 14 de setembre i fou «Tranz».
La crítica musical va rebre molt positivament aquest treball, destacant les lletres i la seva simplicitat sònica. Per una banda van lloar l'energia, la passió i l'optimisme que desprenia, i també l'abundància d'idees que s'hi troben. Per contra hi van trobar a faltar més ambició i manca de sentit i d'experimentació, una de les característiques de la música de Gorillaz, fet que donava una visió d'àlbum menor dins la discografia de la banda.
Al Regne Unit va debutar al número cinc de la llista UK Albums Chart, esdevenint el sisè àlbum en ser Top 10 de Gorillaz en la llista britànica. Als Estats Units també va tenir bona rebuda arribant al quart lloc de la Billboard 200.

## Llista de cançons
Totes les cançons foren escrites i compostes per Damon Albarn, James Ford, Remi Kabaka i artistes convidats. 
| Núm.          | Títol                                          | Composició    | Durada |
| ------------- | ---------------------------------------------- | ------------- | ------ |
| 1.            | «Humility» (amb George Benson)                 |               | 3:17   |
| 2.            | «Tranz»                                        |               | 2:42   |
| 3.            | «Hollywood» (amb Snoop Dogg i Jamie Principle) |               | 4:53   |
| 4.            | «Kansas»                                       |               | 4:08   |
| 5.            | «Sorcererz»                                    |               | 3:00   |
| 6.            | «Idaho»                                        |               | 3:42   |
| 7.            | «Lake Zurich»                                  |               | 4:13   |
| 8.            | «Magic City»                                   |               | 3:59   |
| 9.            | «Fire Flies»                                   |               | 3:53   |
| 10.           | «One Percent»                                  |               | 2:21   |
| 11.           | «Souk Eye»                                     |               | 4:34   |
| Durada total: | Durada total:                                  | Durada total: | 40:49  |

## Posicions en llista
| Llista (2018)     | Posició |
| ----------------- | ------- |
| Alemanya          | 10      |
| Austràlia         | 4       |
| Canadà            | 4       |
| Estats Units      | 4       |
| Espanya           | 11      |
| França            | 6       |
| Itàlia            | 17      |
| Nova Zelanda      | 9       |
| Suïssa (Romandia) | 1       |
| Regne Unit        | 5       |

## Crèdits
Gorillaz
- Damon Albarn – veu, guitarra, sintetitzador
- James Ford – bateria, baix, guitar (cançons 1–3, 5, 8–11), sintetitzador (cançons 1, 4–7)
- Remi Kabaka – percussió (cançó 7)

Músics addicionals
- George Benson – guitarra (cançó 1)
- Karl Vanden Bossche – percussió (cançó 3)
- Snoop Dogg – veu (cançó 3)
- Jamie Principle – veu (cançó 3)
- Junior Dan – baix (cançó 5)
- Abra – veus addicionals (cançó 5)
- Graham Coxon – guitarra addicional (cançó 8)

Tècnic
- Gorillaz, James Ford, Remi Kabaka – producció
- Stephen Sedgwick – mescles, enginyeria
- Samuel Egglenton – assistència
- Mark DeCozio – enginyeria addicional (cançó 1)
- Stuart Lowbridge – coordinació música directe
- John Davis – masterització

Art
- Jamie Hewlett
- Stars Redmond, Siobhan Battye – assistència